# Adolf von Werdeck
Adolf von Werdeck (* 21. Januar 1805; † 22. Oktober 1871 in Cottbus) war königlich-preußischer Geheimer Regierungsrat sowie Erbherr auf Jarchau und Rinddorf. Er amtierte als Landrat vom Landkreis Cottbus von 1858 bis 1871.
Werdeck war zudem Ritter des Johanniterordens.